# Феодосий (Ващинский)
Епископ Феодосий (в миру Димитрий Васильевич Ващинский; 14 (26) мая 1876, местечко Китай-Город, Кобелякский уезд, Полтавская губерния — 22 октября 1937, Дальневосточный край) — епископ Русской православной церкви, епископ Кубанский и Краснодарский.

## Биография
Родился 14 мая 1876 года в Китай-Городе Полтавской губернии в семье учителя.
После окончания Полтавской духовной семинарии (1896) был рукоположен во иерея и с 1897 по 1912 год служил на приходах Полтавщины. У него было в те годы в хозяйстве 22 десятина земли, 4-5 лошадей, 2 коровы. Ежегодно получал дохода от ведения хозяйства 500—600 пудов пшеницы. Не чуждался развлечений, часто собирал у себя дома сельскую интеллигенцию, местное духовенство.
Ударом для него стала смерть его жены в 1910 году. Два года он оставался на приходе, но уже не устраивал гуляний. Осознав свой грех перед Богом, отец Димитрий раздал своё имущество нуждающимся и в 1912 году уехал в Казань, где решил продолжить своё образование, поступив в Духовную Академию.
После окончания Академии, в 1916 году назначен преподавателем богословских предметов в Черниговскую духовную семинарию. В ней он прослужил до июня 1918 года. В сентябре 1918 года его избрали смотрителем Черниговского духовного училища, но уже в январе 1919 года, с приходом в Чернигов Красной Армии все духовные учебные заведения в Чернигове были закрыты.
С апреля 1919 года служил священником в церкви села Вересочь Нежинского уезда.
С 1922 до 1926 года являлся настоятелем Васильевской церкви г. Нежина. Вёл активную борьбу с обновленчеством. Сумел не допустить широкого распространения обновленческого раскола на Нежинщине. Его несколько раз арестовывали и однажды, арестовав, отправили в Харьков в распоряжение ГПУ Украины. Однако доказать что-либо преступное в его действиях не смогли и в очередной раз освободили.
Деятельный, смелый, образованный священник обратил на себя внимание Заместителя Местоблюстителя Патриаршего Престола митрополита Сергия (Страгородского).
3 августа 1926 года митрополитом Нижегородским Сергием (Старогородским) пострижен в монашество с именем Феодосий. 5-го августа по избранию Украинского епископата и духовенства Конотопа «конспиративно, без предварительного оповещения властей» был хиротонисан во епископа, с назначением епископом Подольской епархии, кафедральным центром которой являлась Винница.
В Виннице пробыл всего лишь две недели. За стремление «погасить» обновленчество в Подольской епархии, был вызван в Харьков и 10 октября 1926 года арестован. Из Харькова перевезён в Москву. Постановлением Особого Совещания при Коллегии ОГПУ СССР епископа Феодосия (Ващинского) выслали на Урал сроком на три года. Находился в ссылке в селе Бонтюг.
В феврале 1928 года он вышел на свободу и 22 мая получил назначение — быть епископом Лужским, викарием Ленинградской епархии.
По благословению Заместителя Местоблюстителя Патриаршего Престола митрополита Сергия (Страгородского) 24 апреля 1929 года получил назначение на Могилёвскую кафедру и тогда же прибыл в Могилёв. В его епархии сильно было обновленчество. Часть духовенства во главе с епископами Филаретом (Раменским) и Николаем (Шеметилло) держалась автокефальной ориентации.
13 августа 1930 года назначен епископом Сталинградским, но назначение отменено и с 5 сентября 1930 года он оставлен епископом Могилёвским.
В 1932—1933 годах участвовал на зимней сессии Временного Патриаршего Священного Синода.
Энергично и успешно боролся с обновленчеством и автокефальным расколом в Белоруссии. Обличал в проповедях политику советской власти в отношении Церкви и крестьянства. Секретарь Могилёвской обновленческой епархии священник Николай Зефиров писал: «Тихоновский епископ Феодосий очень энергичен и деятелен, сплотил и воодушевил тихоновцев. Нас ругает напрополую. За это ему в день ангела (22 сентября) поднесли порты и пакет с деньгами. А наш Сергий „умер“. Ему портов за молчание не несут. В собор народ почти совсем перестал ходить…». Активность епископа Феодосия вызвала недовольство властей.
В феврале 1933 года указом митрополита Сергия (Страгородского) назначен на Кубанскую и Краснодарскую кафедру, но выехать туда не смог, так как 28 февраля 1933 года был арестован.
Ему предъявили обвинение в создании «контрреволюционной церковно-повстанческой организации». Свою вину полностью отрицал. Постановлением Особой Тройки НКВД БССР от 9 июня 1933 года епископ Феодосий был приговорён к 5 годам заключения в концлагере.
В 1937 году он находился в заключении в Комсомольске на Амуре, где также отбывал наказание иеромонах Никон (Воробьёв).
Находясь в заключении, владыка Феодосий не пал духом, не растерялся, не изменил своим жизненным убеждениям. До осени 1937 года переписывался со своей дочерью Марией.
Решением Особой Тройки УНКВД Дальневосточного края от 11 сентября 1937 года епископ Феодосий приговорён к расстрелу. 22 октября 1937 года епископ Феодосий был расстрелян.